# Pterophorus tridactyla
Pterophorus tridactyla is een vlinder uit de familie van de vedermotten (Pterophoridae). De wetenschappelijke naam is gepubliceerd in 1758 door Carl Linnaeus in de tiende editie van Systema naturae. 